# こまちトンネル
こまちトンネルは、福島県田村郡小野町にある道路トンネルである。

## 概要
- 全長：111.5m
- 幅員：7.0（16.1）m
- 形式：2連式場所打ちボックスカルバート
- 施工：加地和組

小野町小野新町に位置し、福島県道42号矢吹小野線あぶくま高原道路を通す。上り線では当路線最後のトンネルであり、磐越自動車道を超え、小野インターチェンジに向かい急カーブした直後に位置する。小野町には小野小町ゆかりの伝説があることから命名された。片側1車線で供用されているトンネル直後に国道349号との立体交差、そして小野インターチェンジ取付部が接続する。上り、下りそれぞれ分かれた2本のボックスカルバートが埋設され建設されており、トンネル上部は埋め戻された後に小野公園第7駐車場が建設された。それに隣接し当トンネルと同じ名を関する特別養護老人ホームこまち荘が位置する。地方特定道路整備事業として1996年9月25日に起工され、2004年11月25日に平田IC～小野IC開通とともに供用が開始された。総工費は2億3400万円。